# Fusor

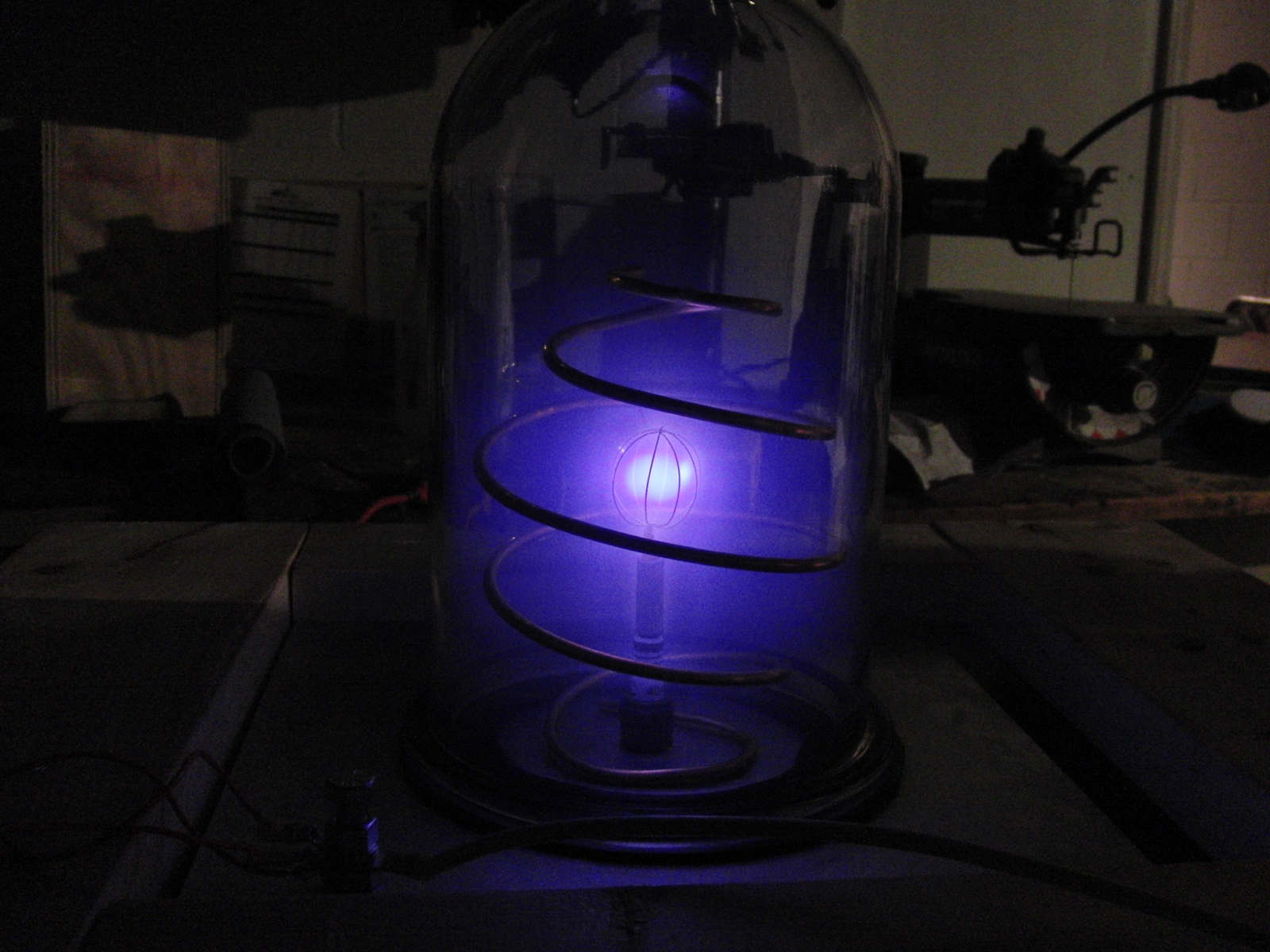
Un fusor d'amateur

Un fusor est un dispositif qui utilise un champ électrique pour chauffer des ions à des conditions appropriées pour la fusion nucléaire. La machine génère une différence de potentiel électrique entre deux cages en métal à l'intérieur d'une enceinte vide. Les ions positifs descendent cette différence de tension en accélérant. S'ils entrent en collision dans le centre, ils peuvent éventuellement fusionner. Ce dispositif est du type à confinement inertiel électrostatique (CIE).
Un fusor de Shuttleworth–Hirsch est le type le plus commun de fusor. Cette conception est le résultat du travail de Philo T. Farnsworth, en 1964, et de Robert L. Hirsch en 1967,. Une variante de fusor avait été proposée précédemment par William Elmore, James L. Tuck, et Ken Watson au Laboratoire National de Los Alamos sans qu'ils n'aient jamais construit de machine.
Des fusors ont été construits par différentes institutions. Cela inclut des institutions académiques comme l'Université de Wisconsin–Madison, l'Institut de Technologie du Massachusetts et des entités gouvernementales, telles que l'organisation de l’énergie atomique d'Iran,. Des fusors ont également été développés, comme sources de neutrons par DaimlerChrysler Aerospace et comme méthode pour produire des isotopes médicaux,,. Ils sont devenus très populaires dans les milieux amateurs pour leur relative simplicité de fabrication. Un nombre croissant d'amateurs ont réalisé la fusion nucléaire à l'aide de simples machines fusor,,,,,.

## Mécanisme
Pour toute chute de potentiel de 1 volt à travers laquelle un ion est accéléré, il gagne 11604 kelvins en température. Par exemple, un plasma typique de fusion par confinement magnétique chute de 15 keV, ce qui augmente sa température d'environ 174 mégakelvins. Parce que la plupart des ions tombent sur les fils de la cage, les fusors souffrent de fortes pertes par conduction. Au plus fort du fonctionnement, ces pertes peuvent être au moins de cinq ordres de grandeur plus élevées que l'énergie de fusion, même lorsque le fusor est en mode étoile. Par conséquent, aucun fusor n'a jamais approché l'équilibre de production/consommation d'énergie.

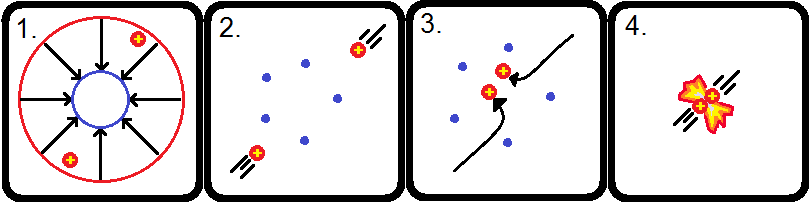
Illustration du mécanisme de base de la fusion en fusors. (1) Le fusor contient deux cages métalliques concentriques. La cathode est à l'intérieur de l'anode. (2) les ions Positifs sont attirés à l'intérieur vers la cathode. Ils sont accélérés dans la chute de tension. Le champ électrique assure le chauffage des ions du plasma jusqu'aux conditions de fusion. (3) Les ions manquent la cage interne. (4) Les ions entrent en collision aux centre et peuvent fusionner.

## Historique

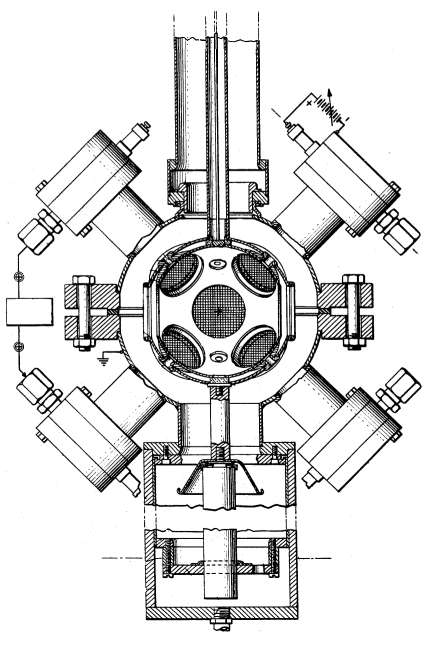
[//www.google.com/patents/US3386883 Le Brevet AMÉRICAIN 3,386,883] - fusor — Schéma du brevet Farnsworths, le 4 juin 1968, l'appareil dispose d'une cage intérieure qui produit le champ électrique, et de quatre canons à ions à l'extérieur.

Le fusor a été conçu à l'origine par Philo T. Farnsworth, mieux connu pour son travail de pionnier dans la télévision. Au début des années 1930, il a étudié un certain nombre de tubes à vide destinés à une utilisation dans la télévision, et parmi eux il en a trouvé un présentant un effet intéressant qu'il a nommé « multipactor ». Dans ce dispositif, les électrons se déplaçant d'une électrode à l'autre étaient arrêtés à mi-vol par l'application d'un champ magnétique haute-fréquence approprié. La charge s'accumulait alors au centre du tube conduisant à une forte densité. Malheureusement, il se produisait aussi une forte érosion des électrodes sous l'impact des électrons. De nos jours l'effet multipactor est considéré comme nuisible.
Ce qui intéressa particulièrement Farnsworth dans l'appareil est sa capacité à focaliser les électrons en un point particulier. L'un des problèmes les plus importants dans la recherche sur la fusion est d'empêcher le combustible chaud de heurter les parois du conteneur. Si cela se produit, alors le combustible refroidit et la fusion ne peut pas avoir lieu. Farnsworth fit le raisonnement qu'il pouvait construire un confinement du plasma électrostatique, un système dans lequel la paroi du réacteur serait faite d'électrons ou d'ions maintenus en place par effet multipactor. Le combustible pourrait alors être injecté à travers la paroi, et une fois à l'intérieur, il serait incapable de s'échapper. Il a appelé ce concept une électrode virtuelle, et l'ensemble du système le fusor.

### Conception
Les modèles d'origine des fusors de Farnsworth étaient basés sur des arrangements cylindriques des électrodes, comme l'original multipactor. Le combustible était ionisé puis tiré ensuite par de petits accélérateurs à travers des trous dans l'électrode physique externe. Il était alors accéléré à haute vitesse vers la zone de réaction intérieure. La pression électrostatique exercée par les électrodes positives était suffisante pour maintenir le combustible à l'écart de la paroi de la chambre et les impacts des ions entrant maintenait chaud le plasma central. Farnsworth parle de confinement inertiel électrostatique, une expression qui continue à être utilisée aujourd'hui.

### Les laboratoires Farnsworth Television
Tous ces travaux avaient eu lieu aux laboratoires Farnsworth Télévision qui avait été achetés en 1949 par la société ITT Corporation, dans le cadre de son plan pour devenir le prochain RCA. Cependant, une recherche sur la fusion n'était pas considérée comme immédiatement rentable. En 1965, le conseil d'administration a commencé à demander la vente de la Farnsworth division, même si son budget pour 1966 a été approuvé, avec un financement jusqu'à mi-1967. Tout financement ultérieur fut refusé, ce qui mit fin à l'aventure de ITT dans la fusion.[citation nécessaire]
Les choses ont changé de façon spectaculaire avec l'arrivée de Robert Hirsch, et l'introduction du brevet du fusor modifié Hirsch-Meeks.[citation nécessaire] Ces nouveaux fusors ont été construits entre 1964 et 1967. Hirsch publie son modèle dans un article de 1967. Sa conception inclut des faisceaux d'ions pour injecter des ions dans la chambre à vide.
L'équipe s'est ensuite tournée vers la Commission de l'énergie atomique des États-Unis AEC, alors chargée du financement des projets de recherche sur la fusion et leur a fourni un démonstrateur qui a produit plus de fusion que les appareils « classiques ». Les observateurs ont été surpris, mais le moment était mal choisi; Hirsch lui-même avait récemment révélé les grands progrès réalisés par les Soviétiques à l'aide du tokamak. En réponse à cet étonnant développement, la CEA a décidé de concentrer le financement sur des projets de grands et de réduire son soutien à d'autres concepts.[citation nécessaire]

### Développements récents
Au début des années 1980, déçu par la lenteur des progrès sur les grosses machines, un certain nombre de physiciens reconsidérèrent d'autres conceptions. George H. Miley à l'Université de l'Illinois s’intéressa au fusor provoquant un regain d'intérêt pour le concept qui bien que faible a persisté jusqu'à aujourd'hui. Un développement important a été le succès du lancement commercial de générateur de neutrons à base de fusors. De 2006 jusqu'à sa mort en 2007, Robert W. Bussard a donné des conférences sur un réacteur de conception similaire à celui du fusor, maintenant appelé le polywell, qui serait capable de produire de la puissance utile. Plus récemment, les fusors ont gagné en popularité parmi les amateurs, qui les choisissent comme projet personnel en raison de leur faible demande d'espace, d'argent, et de puissance. Une communauté en ligne de « fusioneurs », L'Open Source Fusor Consortium de Recherche, ou Fusor.net, est destiné à la diffusion des développements dans le monde des fusors et à l'aide à d'autres amateurs dans leurs projets. Le site comprend des forums, des articles et des documents sur le fusor, y compris le brevet original de Farnsworth et le brevet de Hirsch.

## La fusion dans les fusors

### La base de la fusion

Variation de la section-efficace de différentes réactions de fusion.

La fusion nucléaire se réfère à des réactions dans lesquelles des noyaux légers sont fusionnés pour former des noyaux plus lourds. Ce processus change de la masse en énergie, qui peut être capturée pour fournir l'énergie de fusion. De nombreux types d'atomes peuvent être fusionnés. Les plus faciles à fusionner sont le deutérium et le tritium. Cela se produit lorsque les ions ont une température d'au moins 4 keV (kiloelectronvolts), soit environ 45 millions de kelvins. La seconde plus simple réaction de fusion est celle du deutérium avec lui-même. Comme ce gaz est moins cher, c'est le carburant couramment utilisé par les amateurs. La facilité de faire une réaction de fusion est mesurée par sa section efficace.

### Puissance nette
Dans de telles conditions, les atomes sont ionisés et constituent un plasma. L'énergie produite par la fusion, à l'intérieur d'un plasma chaud est donnée par
{\displaystyle P_{\text{fusion}}=n_{A}n_{B}\langle \sigma v_{A,B}\rangle E_{\text{fusion}},}
où :
- {\displaystyle P_{\text{fusion}}} est la densité de puissance de fusion (énergie par unité de temps par unité de volume),
- n est la densité du nombre d'espèces A ou B (particules par unité de volume),
- {\displaystyle \langle \sigma v_{A,B}\rangle } est le produit de la section efficace de collision σ (qui dépend de la vitesse relative) et de la vitesse relative des deux espèces v, en moyenne sur toutes les vitesses des particules dans le système, et
- {\displaystyle E_{\text{fusion}}} est l'énergie libérée par une seule réaction de fusion.

Cette équation montre que l'énergie varie avec la température, la densité, la vitesse de collision, et le combustible utilisé. Pour atteindre une puissance nette, les réactions de fusion doivent se produire assez rapidement pour compenser les pertes d'énergie. Toute centrale de production d'énergie par la fusion sera dépendante dans la chaleur du plasma. Les plasmas perdent de l'énergie par conduction et rayonnement. La conduction résulte de la collision des ions, des électrons ou des neutres sur une surface qui les fait disparaître du plasma. L'énergie est perdue avec la particule. Le rayonnement augmente à mesure que la température augmente et les pertes suivent. Pour obtenir de l'énergie nette à partir de la fusion, on doit surmonter ces pertes. Cela conduit à une équation de la puissance de sortie
{\displaystyle P_{\text{out}}=\eta _{\text{capture}}(P_{\text{fusion}}-P_{\text{conduction}}-P_{\text{radiation}}).}
où :
- η, est l'efficacité
- {\displaystyle P_{\text{conduction}}} et {\displaystyle P_{\text{radiation}}} sont les puissances perdues respectivement par conduction et rayonnement,
- {\displaystyle P_{\text{out}}} est la puissance nette générée.

John Lawson a utilisé cette équation pour estimer les conditions d'une production nette d'énergie. C'est le critère de Lawson. Les fusors souffrent généralement de pertes par conduction dues à la cage métallique qui se trouve dans le chemin de la recirculation de plasma.

### Les fusors de l'intérieur
À l'origine, dans la conception des fusors, plusieurs petits accélérateurs de particules, faits de tube télé à l'extrémité supprimée, injectent des ions sous une relativement faible tension dans le vide de la chambre. Dans la version de Hirsch, les ions sont produits par ionisation d'un gaz dilué dans la chambre. Dans les deux versions il y a deux électrodes sphériques concentriques, l'électrode intérieure étant chargée négativement par rapport à l'électrode externe (à environ 80 kV). Une fois les ions entrés dans la région entre les électrodes, ils sont accélérés vers le centre.
Dans le fusor, les ions sont accélérés à plusieurs keV par les électrodes, de sorte que le chauffage n'est pas nécessaire tant que les ions fusionnent avant de perdre leur énergie. Alors que 45 mégakelvins est une température très élevée à tous égards, la tension correspondante est à seulement 4 kV dans un fusor, un niveau trouvé couramment dans les appareils tels que les lampes au néon et les téléviseurs. Dans la mesure où les ions gardent leur énergie initiale, l'énergie peut être réglée pour prendre avantage du maximum de la section-efficace de réaction ou pour éviter les réactions défavorables (par exemple la production de neutrons) qui peuvent se produire à des énergies plus élevées.
Diverses tentatives ont été faites pour augmenter le taux d'ionisation du deutérium, incluant des chauffages avec canon à ions (similaires aux canons à électrons des téléviseurs d'antan) et dispositif magnétron (constitutif des fours à micro-ondes) pour améliorer la formation d'ions à l'aide de champs haute tension électro-magnétiques. Toute méthode qui augmente la densité ionique (dans des limites qui permettent de préserver le libre parcours moyen des ions), ou l'énergie des ions, doit augmenter le rendement de fusion, généralement mesuré en nombre de neutrons produits par seconde.
La facilité avec laquelle l'énergie des ions peut être augmentée est particulièrement utile quand des réactions de fusion à haute température sont envisagées, comme la fusion proton-bore, qui dispose d'un combustible abondant, ne nécessite pas de tritium radioactif et ne produit pas de neutrons au cours de la réaction primaire.

## Considérations communes

### Les Modes de fonctionnement

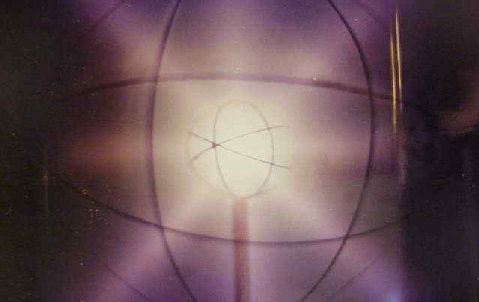
Le fusor Farnsworth–Hirsch fonctionnant en « mode étoile », caractérisé par des «rayons » de plasma incandescent qui semblent émaner des interstices dans la grille intérieure.

Les fusors ont au moins deux modes de fonctionnement (voire plus) : le mode étoile et le mode halo. Le mode halo est caractérisé par une large symétrique de l'éclat, avec un ou deux faisceaux d'électrons sortant de la structure. Il y a peu de fusions. Le mode halo se produit dans des enceintes à plus haute pression, et à mesure que le vide s'améliore, l'appareil bascule en mode étoile. Le mode étoile se présente sous la forme de faisceaux lumineux brillants qui émanent du centre du dispositif.

### La densité de puissance
Le champ électrique de la cage centrale ne peut pas simultanément piéger les ions chargés positivement et les électrons négatifs. Par conséquent, il existe une région de charge d'espace qui fixe la limite supérieure de la densité ionique. Ceci fixe une limite supérieure de la densité de puissance de la machine, qui pourrait être trop basse pour permettre la production d'énergie.[citation nécessaire]

### Thermalisation des ions
La première fois qu'ils tombent au centre du fusor, les ions ont tous la même énergie, mais la distribution de la vitesse tend rapidement vers une distribution de Maxwell–Boltzmann. Ceci se produit par collisions Coulombiennes en quelques millisecondes, mais des instabilités faisceau-faisceau se produisent en des temps qui sont des ordres de grandeur plus petits. En comparaison, tout ion nécessite quelques minutes avant de subir une réaction de fusion, de sorte que l'image monoénergétique donnée du fusor est incorrecte. Une des conséquences de la thermalisation est que certains des ions ont assez d'énergie pour quitter le puits de potentiel, emportant leur énergie avec eux, sans avoir été soumis à une réaction de fusion.

### Les électrodes
Il y a un certain nombre de défis non résolus avec les électrodes dans un fusor. Pour commencer, les électrodes internes sont en contact direct avec le plasma ce qui entraîne sa contamination et la destruction de l'électrode. Cependant, la majorité des fusions tendent à se produire dans des microcanaux formés dans les zones de minimum de potentiel électrique, qu'on observe sous la forme de « rayons » émergeant du cœur. Ceci se produit, car les forces au sein de ces régions correspondent à des « orbites » à peu près stables. Environ 40 % des ions de haute énergie dans un fusor en mode étoile une grille standard de fonctionnement en mode étoile pourrait être à l'intérieur de ces microcanaux. Cependant, les collisions sur la grille restent la cause principale des pertes d'énergie des fusors de Farnsworth-Hirsch. Un problème difficile est celui du refroidissement de l'électrode centrale ; tout fusor qui produirait une énergie exploitable est condamné à détruire son électrode centrale. Une autre limitation fondamentale est que dans toute méthode qui produit un flux de neutrons servant à chauffer un fluide de travail les électrodes sont bombardées et donc échauffées par ce flux.
Les tentatives pour résoudre ces problèmes comprennent le système Polywell de Bussard, l'approche par piège de Penning modifié de D. C. Barnes et celle de l'Université de l'Illinois qui conserve les grilles, mais tente de focaliser plus fortement les ions dans les micro-canaux pour essayer de limiter les pertes. Bien que les trois soient des dispositifs de confinement inertiel électrostatique (CIE), seul le dernier est en fait un fusor.

### Rayonnement
Des particules non relativistes émettent de la lumière quand elles sont accélérées ou freinées. La formule de Larmor permet de calculer les pertes associées à ce rayonnement. Les ions et les électrons du plasma d'un fusor qui sont sans cesse freinés ou accélérés par collision ou par interaction avec le champ électrique appliqué, rayonnent de l'énergie lumineuse. Suivant le modèle de fusor, le rayonnement peut (au moins) être dans le visible, l'ultraviolet et les rayons X du spectre. Ceci est appelé rayonnement de freinage. Comme il n'y a pas de champ magnétique, les fusors n'émettent pas de rayonnement Cyclotron à faible vitesse, ou de rayonnement synchrotron à haute vitesse.
Dans son article « Les limites Fondamentales des systèmes de fusion par plasma loin de l'équilibre thermodynamique » Todd Rider fait valoir qu'un plasma isotrope quasi-neutre perd de l'énergie par rayonnement de freinage, à un taux prohibitif pour tout autre combustible que D-T (ou éventuellement D-D ou D-He3). Ce document n'est pas applicable à la fusion par confinement inertiel électrostatique, car un plasma quasi-neutre ne peut pas être maîtrisé par un champ électrique ce qui interdit le confinement. Cependant, dans un document antérieur, « Une critique générale de l'inertie-électrostatique de la fusion par confinement des systèmes », Rider s'intéresse à cette classe de systèmes comprenant les fusors. Dans le cas des fusors les électrons sont généralement séparés de la masse du combustible restant isolés près des électrodes, ce qui limite le taux de perte. Cependant, Rider démontre que dans la pratique les fusors fonctionnent dans une gamme de modes qui conduisent soit à d'importants mélanges d'électrons et donc de pertes, ou, à l'inverse, à de plus faibles densités de puissance. Cela semble être la situation sans issue qui limite le fonctionnement de n'importe quel système fusor.

## Applications commerciales
| Source de Production | Source de Production |
| Les Neutrons         | Les Neutrons         |
| -------------------- | -------------------- |
| Énergie              | 2,45 MeV             |
| Masse                | 940 MeV              |
| Charge électrique    | 0 C                  |
| Spin                 | 1/2                  |

### Source de neutrons
Le fusor s'est avéré être une source de neutrons viable. Les fusors typiques ne peuvent pas atteindre les flux aussi élevés que ceux atteints dans les réacteurs nucléaires ou les accélérateurs de particules, mais leur flux est suffisant pour certaines utilisations. De manière importante la génération de neutrons par fusor tient facilement sur une paillasse et peut être arrêtée par la simple action d'un interrupteur. Un fusor commercial a été développé comme activité annexe au sein de DaimlerChrysler Aerospace - Infrastructure spatiale, à Brême entre 1996 et le début de 2001. Après la fin du projet, l'ancien responsable du projet créa la société NSD-Fusion. À ce jour, le plus haut flux de neutrons réalisé par un fusor a été de 3 × 1011 neutrons par seconde, avec la réaction de fusion deutérium-deutérium.

### Isotopes médicaux
Des startups ont utilisé le flux de neutrons engendrés par des fusors pour produire du 99Mo, un isotope utilisé dans le milieu médical,.

## Exemples de fusors

### Professionnels
Les fusors ont été théoriquement étudiés dans plusieurs institutions : l'Université de Kyoto, et l'Université de Kyushu. Les Chercheurs se réunissent chaque année en atelier US-Japon sur la fusion par confinement inertiel électrostatique (CIE). On trouve ci-dessous une liste de machines qui ont été réalisées.
- Institut de Technologie de Tokyo[8] a quatre dispositifs CIE de formes différentes: une forme sphérique, un appareil cylindrique, un double cylindre coaxial et un dispositif assisté par champ magnétique[32].
- Université de Wisconsin-Madison, Un groupe de Wisconsin-Madison fait fonctionner depuis 1991, un grand programme fusor[33].
- Autorité de l'Énergie Atomique Turque. En 2013, ce groupe a construit un fusor de 30 cm dans le Centre de recherche et formation nucléaires à Saraykoy en Turquie. Ce fusor peut atteindre 85 kV et produire 2,4 × 104 neutrons par seconde[34].
- Université de l'Illinois, l'équipe de George Miley au laboratoire d'étude de la fusion a construit un fusor de ~25 cm qui a produit 107 neutrons à l'aide de gaz de deutérium[35].
- Université de Sydney, le groupe de Joseph Khachan du Département de Physique a construit une variété de ldispositifs CIE dans les deux polarités positives et négatives et de géométries sphérique, et cylindrique[36].
- Organisation de l'Énergie atomique d'Iran, des chercheurs de l'Université Shahid Beheshti en Iran ont construit un fusor de 60 cm de diamètre qui peut produire 107 neutrons par seconde à 140 kilovolts à l'aide de gaz de deutérium[37].
- Laboratoire National de Los Alamos À la fin des années quatre-vingt dix, les chercheurs proposèrent[38] et construisirent un quasi-fusor à plasma oscillant à l'intérieur d'un fusor. Ce dispositif est connu sous le nom de Periodically Oscillating Plasma Sphere ou POPS[39].
- Institut de Technologie du Massachusetts Pour sa thèse de doctorat en 2007, Carl Dietrich construisit un fusor et a étudié son utilisation potentielle pour la propulsion spatiale[40]. En outre, Tom McGuire a fait sa thèse[41],[42] sur les fusors avec de multiples cages d'ions et de canons.
- ITT Corporation, la machine originale de Hirschs avait 17,8 cm de diamètre avec une chute de tension de 150 kV[3]. Cette machine utilisait des faisceaux d'ions.
- Phoenix Nucléaire Labs a développé une source commerciale de neutrons basée sur un fusor, produisant 3×1011 neutrons par seconde, avec la réaction de fusion deutérium-deutérium[11].

### Amateur

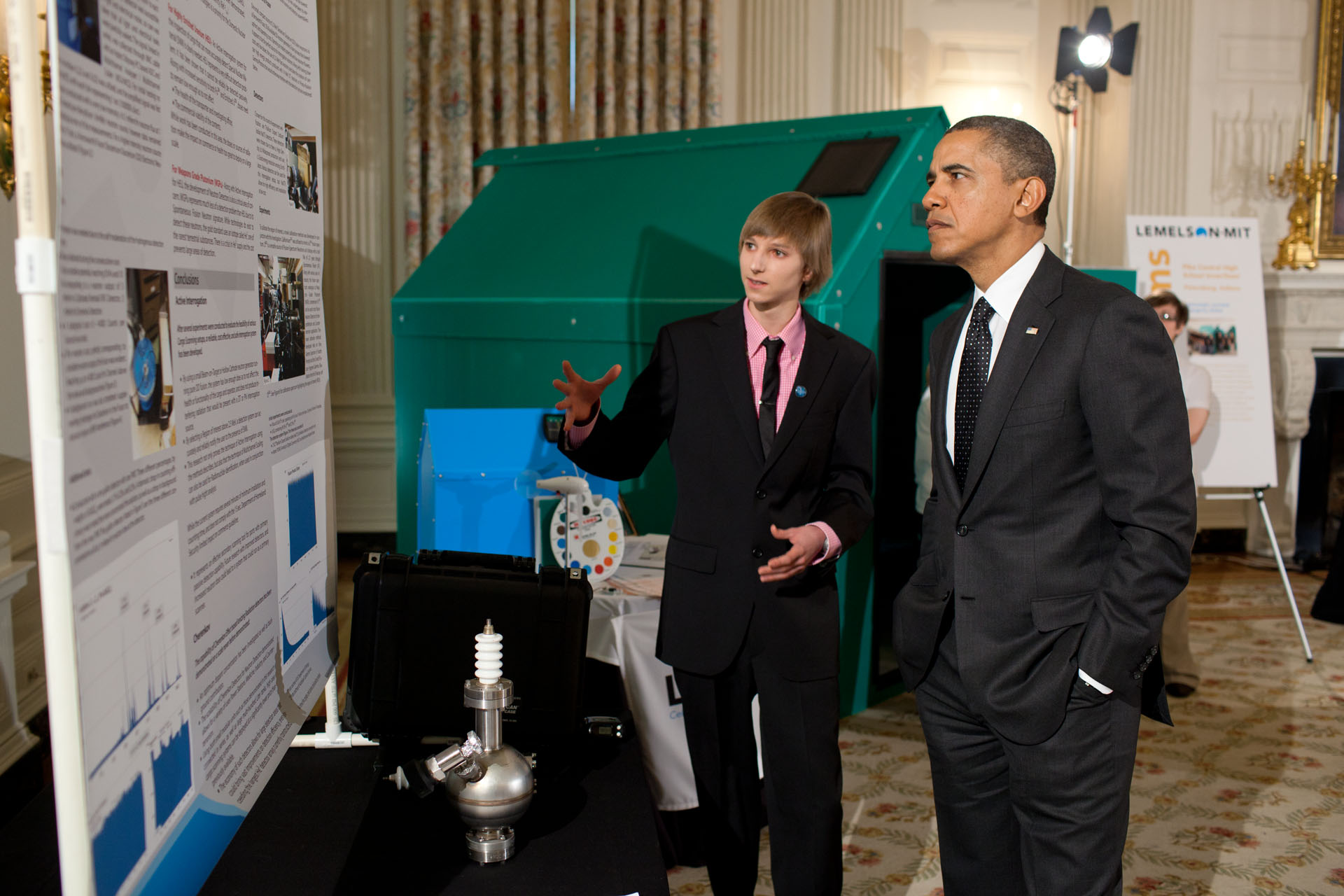
Taylor Wilson présentant son fusor à Barack Obama, le 7 février, 2012

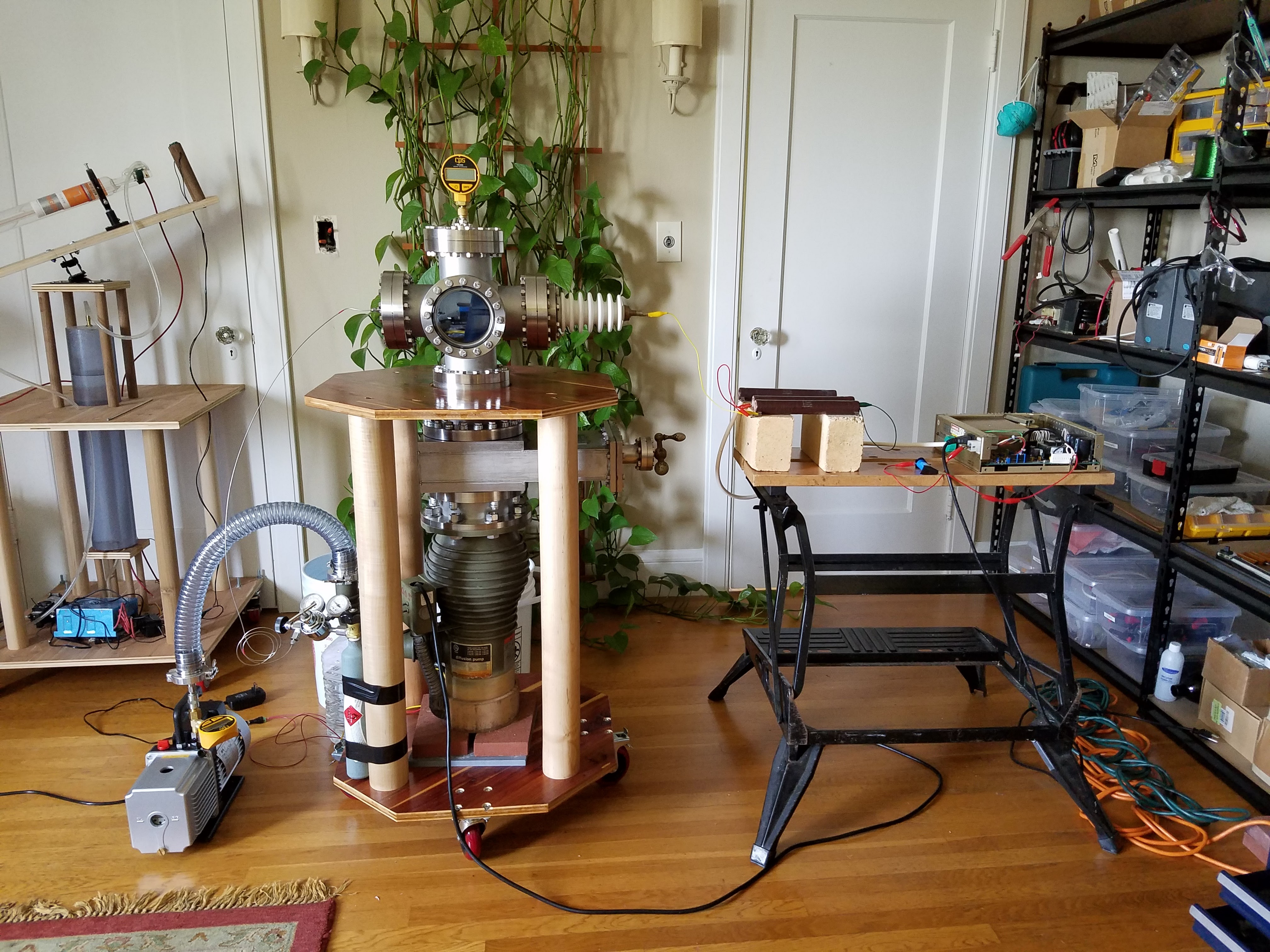
Le fusor de Kuba Anglin et Noé Anglin est fusor dans leur chambre à coucher laboratoire.

Nombres d'amateurs ont construit des fusors et détecté des neutrons. De nombreux amateurs de fusor se connectent sur des forums et des babillards électroniques en ligne qui leur sont consacrés. Voir ci-dessous sont quelques réalisation amateur de fusors.
- Richard Hull. Depuis la fin des années 90, Richard Hull a construit plusieurs fusors dans sa maison à Richmond, en Virginie[44]. En mars 1999, il a atteint un taux de 10×105 neutrons par seconde[45]. Hull tient à jour une liste des amateurs qui ont obtenu des neutrons à partir de fusors.
- Carl Greninger a fondé le Northwest Nuclear Consortium[46], une organisation dans l'état de Washington, qui enseigne à une classe d'une dizaine d'élèves de l'école secondaire les principes de l’ingénierie à l'aide d'un fusor de 60 kV[47].
- Taylor Wilson est la personne la plus jeune à avoir construit un fusor, à l'âge de 14 ans[48],[49].
- Nathan Schmidt est la deuxième personne à l'âge de quatorze ans à construire un fusor. Le projet a été réalisé de façon autonome à l' Université de l'Iowa du Nord Département de Physique sous la supervision du chef du département, M. Paul Shand.
- Matthieu Honickman est un lycéen qui a construit un fusor dans son sous-sol à Rochester, New York[50].
- Michael Li. En 2003, Michael Li a construit un fusor et a remporté la deuxième place[51] au Intel Science Talent Search gagnant ainsi une bourse d'études universitaire de 75 000 $[52].
- Mark Suppes est un concepteur de sites web pour Gucci[réf. souhaitée] à Brooklyn, New York. Il a construit un fusor comme démarrage du projet de construction du premier Polywell amateur[53],[54].
- Thiago David Olson a construit un fusor de 40 kV à l'âge de 17 ans, dans sa maison à Rochester, Michigan, et s'est classé deuxième dans l' Intel International Science and Engineering Fair en 2007[55],[56],[57].
- Andrew Seltzman a construit plusieurs fusors[58] avec des neutrons détectés en 2008[59]. Il étudie maintenant la physique des plasmas à l'Université de Wisconsin–Madison.
- Conrad Farnsworth de Newcastle, dans le Wyoming a produit de la fusion en 2011 à l'âge de 17 ans[60],[61] et ainsi gagné des prix de science aux niveaux local et d'état.
- Kuba Anglin et Noé Anglin frères Jumeaux de Berkeley, en Californie, ont construit un fusor producteur de neutrons dans leur chambre à coucher en fin de scolarité au lycée[62],[63].

## Les brevets
- Bennett, W. H., le Brevet américain 3,120,475, février 1964. (Thermonucléaire d'alimentation)
- P. T. Farnsworth, le Brevet américain 3,258,402, juin 1966 (décharge Électrique — Nucléaire interaction)
- P. T. Farnsworth, le Brevet américain 3,386,883. Juin 1968 (Méthode et appareil)
- Hirsch, Robert, le Brevet américain 3,530,036. Septembre 1970 (Appareil)
- Hirsch, Robert, le Brevet américain 3,530,497. Septembre 1970 (Génération d'appareil — Hirsch/Meeks)
- Hirsch, Robert, le Brevet américain 3,533,910. Octobre 1970 (Lithium-Ion source)
- Hirsch, Robert, le Brevet américain 3,655,508. Avril 1972 (Réduire la fuite de plasma)
- P. T. Farnsworth, le Brevet américain 3,664,920. Mai 1972 (Électrostatique de l'enceinte de confinement)
- R. W. Bussard, "Méthode et appareil pour le contrôle des particules chargées", le Brevet américain 4,826,646, mai 1989 (Méthode et appareil — grille Magnétique champs).
- R. W. Bussard, "procédé et dispositif pour créer et contrôler des réactions de fusion nucléaire", le Brevet américain 5,160,695, novembre 1992 (Méthode et appareil — Ion ondes acoustiques).